# Erik Schreiber
Erik Schreiber (geboren 1959 in Kassel, Hessen) ist ein deutscher Schriftsteller, Herausgeber und Verleger.

## Leben
Schreiber diente nach einer Ausbildung als Chemisch-technischer Assistent zunächst als Unteroffizier bei der Bundeswehr und wurde dann Industriekaufmann, Industriefachwirt und Webdesigner. Er arbeitete als Industriekaufmann, Technischer Kaufmann, Firewalladministrator, Fachlehrer für kaufmännische Berufe und als Dispatcher für die Deutsche Rentenversicherung.
Schreiber war von Jugend an Mitglied des Phantastik- und Science-Fiction-Fandoms, nachdem er nach Comics und Karl May ein eifriger Leser von Jules Verne, John Christopher, Donald A. Wollheim und dann der Terra-Nova- und Perry-Rhodan-Heftromanserien geworden war. Er wurde Mitglied der Aktiv-Gruppe Science-Fiction (AGSF), des Dan Shocker Fantastic Club und schließlich in den Vorstand der Perry Rhodan Fan Zentrale gewählt. Ab 1978 war Schreiber Herausgeber des Fanzines Land der dunklen Schatten aus dem sich der Phantastische Bücherbrief entwickelte, ein monatlich erscheinendes und gratis als PDF erhältliches Fanzine, in dem Schreiber die Bücher, Heftromane und Comics rezensiert, die er im Vormonat gelesen hat. Inzwischen sind (Stand Dezember 2019) 676 Ausgaben des Bücherbriefs erschienen.
Von 1988 bis 1996 war Schreiber Redakteur der Heavy-Metal-Zeitschrift Thats it, von 1994 bis 2000 war er Redakteur und Moderator mit mehreren Radiosendungen (Schockwellenreiter, Quer durch die Nacht, Hallo Kinder!, Radio Phantastica) beim Sender Querfunk in Karlsruhe. Seit 2000 dann war Schreiber Mitarbeiter bei Area64, einer der Phantastik und Science-Fiction gewidmeten Sendung von Radio Darmstadt, war Redakteur bei Magira – Jahrbuch zur Fantasy, schrieb Rezensionen für die Webseite des Rollenspiels Taladas und lieferte Beiträge für das Spielemagazin Mephisto. Schließlich war Schreiber in den 2000er Jahren auch Veranstalter des Darmstädter Spät Lese Abends, einer Reihe monatlich stattfindender literarischer Lesungen.
2010 gründete Schreiber den Verlag Saphir im Stahl mit Sitz in Bickenbach bei Darmstadt, in dem seither neben Phantastik – hier wurden nach langer Zeit erstmals wieder die Romane der Raumschiff Orion-Reihe aufgelegt, und zwar in Harcoverausgaben – auch Regionales und Historisches erscheint. 2012 wurde die von Schreiber herausgegebene Anthologie Geheimnisvolle Geschichten 2 – Steampunk mit dem Deutschen Phantastik Preis ausgezeichnet.
Zusammen mit Hermann Ritter veröffentlichte Schreiber 2006 Früchte voll Bitterkeit, einen Roman aus dem BattleTech-Universum, gefolgt von einer Sammlung mit SF-Kriminal-Kurzgeschichten (Tatort: Weltraum, 2009) und einem Roman aus der Buchreihe Rettungskreuzer Ikarus (Sturmangriff der Ts’gna, 2010).

## Bibliografie
als Autor
- mit Hermann Ritter: Früchte voll Bitterkeit. Classic BattleTech Bd. 10. Fantasy Productions, Erkrath 2006, ISBN 3-89064-458-9.
- Tatort: Weltraum. SF-Kurzgeschichten. Wunderwaldverlag, Erlangen 2009, ISBN 978-3-940582-14-0.
- Sturmangriff der Ts’gna. Rettungskreuzer Ikarus Bd. 41. Atlantis, 2010, ISBN 978-3-941258-22-8.

als Herausgeber (Auswahl)
- Roboterliebe : SF-Kurzgeschichten. Saphir im Stahl, Bickenbach 2013, ISBN 978-3-943948-18-9.
- Gudrunsaga und Beowulf. Saphir im Stahl, Bickenbach 2015, ISBN 978-3-943948-51-6.
- Dietrich von Bern. Saphir im Stahl, Bickenbach 2015, ISBN 978-3-943948-52-3.
- Die Nibelungen. Saphir im Stahl, Bickenbach 2015, ISBN 978-3-943948-50-9.
- Rund um die Welt in mehr als 80 SF Geschichten. Saphir im Stahl, Bickenbach 2016, ISBN 978-3-943948-64-6.

## Auszeichnungen
- Deutscher Fantasy Preis 2020 "für die Förderung deutschsprachiger Autoren als Herausgeber und Rezensent."[7]